# Haspra
|  | «Gaspra» redirigeix aquí. Vegeu-ne altres significats a «(951) Gaspra». |

Haspra (Гаспра en (ucraïnès) i (rus), Haspra en tàtar de Crimea) — és un assentament de tipus urbà a la costa sud de la península de Crimea, a la riba de la mar Negra. Forma part del municipi de Ialta, dins de la República Autònoma de Crimea a Ucraïna. És a 12 quilòmetres de la capital Ialta.
L'asteroide (951) Gaspra va se anomenat en referència a aquesta població.